# Mops spurrelli
Mops spurrelli é uma espécie de morcego da família Molossidae. Pode ser encontrada na Libéria, Serra Leoa, Guiné, Costa do Marfim, Gana, Togo, Camarões, Guiné Equatorial, República Democrática do Congo e República Centro-africana.